# Ракович, Дмитрий Васильевич
Дми́трий Васи́льевич Рако́вич (11 [23] мая 1865 — 1918) — полковник русской армии. Военный историк-кавказовед и этнограф. Действительный член Императорского русского географического общества. Офицер-воспитатель Псковского (1899), а затем Владикавказского (1902) кадетского корпуса.

## Биография
Православного вероисповедания. По окончании Псковского кадетского корпуса 27 августа 1884 года вступил в службу. 11 августа 1886 года из юнкеров 3-го военного Александровского училища выпущен по 1-му разряду в 73-й Крымский пехотный полк. Был произведён в подпоручики со старшинством от 7 августа 1885 года.
25 сентября 1899 года в чине поручика был прикомандирован к Псковскому кадетскому корпусу. 24 сентября 1900 года произведён в штабс-капитаны, а 9 ноября 1901 переведён в Псковский КК офицером-воспитателем. 28 апреля 1902 года в той же должности был переведён во Владикавказский кадетский корпус. С 14 ноября 1911 года — ротный командир того корпуса. В том же году за отличие произведён в полковники. По состоянию на 1 августа 1916 года в том же чине и должности.
Ракович состоял действительным членом Императорского русского географического общества. В августе 1918 года комиссариатом народного просвещения Терской советской республики был назначен председателем Особой комиссии по охране культурных памятников города Владикавказа.
Умер в том же 1918 году.

## Наследие
У Раковича имелся личный архив, который после его смерти был приобретён у его семьи кавказоведом-археологом и лермонтоведом Д. М. Павловым, для основанного последним в мае 1920 года во Владикавказе Северо-Кавказского института краеведения. В дальнейшем материалы из личного архива Раковича послужили полезными источниками для этнографического изучения Кавказа и представили исключительную ценность для изучения биографии М. Ю. Лермонтова, относительно его пребывания на Кавказе.

| - Орден Святого Станислава 3-й степени (1902) - Орден Святой Анны 3-й степени (1906) - Орден Святого Станислава 2-й степени (1910) - Орден Святой Анны 2-й степени (6 декабря 1914) - Орден Святого Владимира 4-й степени (24 ноября 1915) | - Вступил в службу (27 августа 1884) - Подпоручик (ст. 7 августа 1885) - Поручик (ст. 7 августа 1889) - Штабс-капитан (ВП 24 сентября 1900; ст. 6 мая 1900) - Капитан (ст. 6 декабря 1902) - Подполковник (ст. 6 декабря 1905) - Полковник (ст. 6 декабря 1911) — За отличие. |

## Основная библиография
- Ракович Д. В. Тенгинский полк на Кавказе. 1819—1846. — Тифлис, 1900. — XX, 396, 80 с.
- Ракович Д. В. Прошлое Владикавказа: Краткая историческая справка ко дню 50-летнего юбилея. — 1911. (2-е изд., 1913. — 28 с.)
- Казанцев Н. Д., Ракович Д. В. Владикавказ, Военно-Грузинская дорога, Тифлис. Краткий путеводитель. — Владикавказ, 1913. — 112 с.